# Campionato di football americano del Sud 2018 (Russia)
Il campionato di football americano del Sud 2018 è la 2ª edizione dell'omonimo torneo di football americanoorganizzato dalla KKFAF.
Le prime due squadre classificate parteciperanno alla Coppa di Russia.
L'8 maggio è stata resa nota l'esclusione dal torneo degli Stavropol Stones.

## Squadre partecipanti
| Club                | Città      | Stadio | Sponsor ufficiale |
| ------------------- | ---------- | ------ | ----------------- |
| Crimea              | Crimea     |        |                   |
| Krasnodar Bisons    | Krasnodar  |        |                   |
| ( Stavropol Stones) | Stavropol' |        |                   |

## Stagione regolare

### Calendario

#### Ex 1ª giornata
| 13 maggio 2018 | Stavropol Stones | - – - | Krasnodar Bisons |  |

#### Ex 2ª giornata
| Sinferopoli 2 giugno 2018, ore 16:00 | Crimea | 19 – 20 (13-0 0-0 0-6 6-14) referto | Stavropol Stones | Stadion Lokomotiv |

#### 1ª giornata
| Krasnodar 16 giugno 2018 | Krasnodar Bisons | 34 – 14 (3-14 6-0 7-0 18-0) referto | Crimea | Baza FK Kuban' |

#### 2ª giornata
| Sinferopoli 14 luglio 2018, ore 11:00 | Crimea | 14 – 27 | Krasnodar Bisons | Stadion Lokomotiv |

### Classifica
La classifica della regular season è la seguente.
- PCT = percentuale di vittorie, G = partite giocate, V = partite vinte,  P = partite perse, PF = punti fatti, PS = punti subiti

| Pos. | Squadra          | PCT   | G | V | N | P | PF | PS |
| ---- | ---------------- | ----- | - | - | - | - | -- | -- |
| 1    | Krasnodar Bisons | 1.000 | 2 | 2 | 0 | 0 | 61 | 28 |
| 2    | Crimea           | .000  | 2 | 0 | 0 | 2 | 28 | 61 |

## Verdetti
- Krasnodar Bisons Campioni del Sud 2018